# I Rallye Internacional Aeronáutico
O I Rallye Internacional Aeronáutico foi um evento aeronáutico da iniciativa do Aero Club de Portugal, que ocorreu no Aeródromo da Amadora, por ocasião das festas da cidade em Junho de 1935. Além de demonstrações aéreas, o evento proporcionou competições aéreas entre aviadores de vários países, e também de sexos opostos, onde participaram aviadoras pioneiras como Luize Hoffman e Marise Hiltz.